# Marcia Cross
Pour les articles homonymes, voir Cross.
Marcia Cross, née le 25 mars 1962 à Marlborough dans le Massachusetts aux États-Unis, est une actrice américaine. 
Révélée au grand public grâce à son rôle de la sociopathe Kimberly Shaw dans Melrose Place (1992-1997), Cross fait un retour télévisuel remarqué en devenant l'une des stars de Desperate Housewives (2004-2012). Son personnage culte de Bree Van de Kamp, une bourgeoise rêvant d’être la femme au foyer parfaite, est devenue une référence incontournable pour toutes les mères au foyer passionnées de cuisine, les maniaques du ménage et autres passionnées de bon vin français.
Cross se fera également remarquer dans le rôle de la présidente des États-Unis pour Quantico (2015-2017).

## Biographie

### Enfance et formation
Fille d'une enseignante, Janet, et d'un responsable des ressources humaines, Mark Cross, elle a deux sœurs, Susan et Ellen. Elle est d'origine anglaise et irlandaise. Elle a été élevée dans la religion catholique. Petite, Marcia Cross désire déjà devenir actrice et se dirige très vite vers la comédie. En 1980, elle est diplômée de la Juilliard School de New York.

### Carrière

#### Révélation télévisuelle

Logo de la série télévisée Melrose Place.

Marcia Cross commence sa carrière de comédienne au théâtre. Parallèlement, elle débute à la télévision en 1984 en rejoignant la série à succès The Edge of Night, pour sa 26e et dernière saison.
Entre 1984 et 2005, Marcia Cross apparaît au générique des feuilletons américains les plus populaires de l'époque, comme Côte Ouest et On ne vit qu'une fois. Elle participe également à de nombreux films, pour la plupart moins connus du grand public.
C'est en 1992 que Marcia intègre l'équipe de Melrose Place, un feuilleton dramatique à succès des années 1990. Engagée à l'origine pour un seul épisode, son personnage, le docteur Kimberly Shaw, ne laisse personne indifférent et prend rapidement beaucoup d'importance dans les intrigues de l'hacienda, aux côtés de Heather Locklear, Courtney Thorne-Smith et Laura Leighton entre autres. Cette même année, elle est classée à la vingtième place des 50 plus méchantes femmes dans les séries télévisées par E! Television.
Entre 1993 et 1995, Marcia Cross prête sa voix au personnage Jean Grey, pour les besoins de deux jeux vidéo issus de l'univers X-Men.
En 1997, après 5 années passées à Melrose Place, Marcia Cross ne renouvelle pas son contrat. Les scénaristes font alors mourir le personnage, décision justifiée par la volonté de Maria Cross de reprendre ses études, et d'obtenir enfin un diplôme en psychologie (« Master's Degree ») à l'Université d'Antioch en Californie (qu'elle finit par décrocher en 2003), tout en continuant à apparaître ponctuellement dans des séries télévisées.
À cette époque, parallèlement aux études de psychologie qu'elle suit, elle enchaîne les apparitions à l'écran et accepte de nombreuses invitations à interpréter des rôles ponctuels dans des séries à succès (Ned and Stacey, Seinfeld, Ally McBeal...). Une fois son diplôme obtenu, elle se voit retenue pour un rôle récurrent dans Everwood, autre série à succès aux États-Unis, où elle joue une femme séropositive. Après seulement un an de tournage, la comédienne ne souhaitant plus interpréter de personnage récurrent se retire, .

#### Consécration critique et publique

Logo de la série Desperate Housewives.

Entre 2003 et 2004, Marcia Cross accepte de passer une audition pour incarner l'une des héroïnes d'une toute nouvelle série alors en préparation, Desperate Housewives. Elle obtient ainsi ce qui est sans doute un des rôles les plus importants de sa carrière ; celui d'une bourgeoise ménagère maniaco-compulsive Bree Van de Kamp, représentante de toutes les valeurs les plus traditionnelles de la classe moyenne des banlieues résidentielles américaines. Son personnage est directement inspiré par la mère de Marc Cherry.
Au départ, Marcia Cross auditionne pour incarner Edie Britt, mais Marc Cherry, fervent admirateur de Melrose Place, lui suggère plutôt de travailler le personnage de Bree, bien que le rôle soit un temps destiné à l'actrice Nicolette Sheridan, future Edie Britt de la série. Marcia passe les auditions avec brio, et retrouve, par la même occasion, Doug Savant avec lequel elle a déjà travaillé sur le tournage de Melrose Place.
La série récolte les meilleures audiences dans tous les pays où elle est diffusée, un succès public mais aussi critique. La production est nommée et récompensée a de prestigieuses cérémonies, comme les Golden Globes ou les Emmy Awards (l'équivalent des Oscars pour la télévision). À titre personnel, la presse lui réserve un grand nombre de couvertures et la comédienne est, pour la première fois, nommée pour de nombreuses récompenses (Golden Globe, Golden Satellite, TV Guide Award, SAG Award). Son premier prix sera l'OFTA Television Award, qui lui est décerné en 2004.

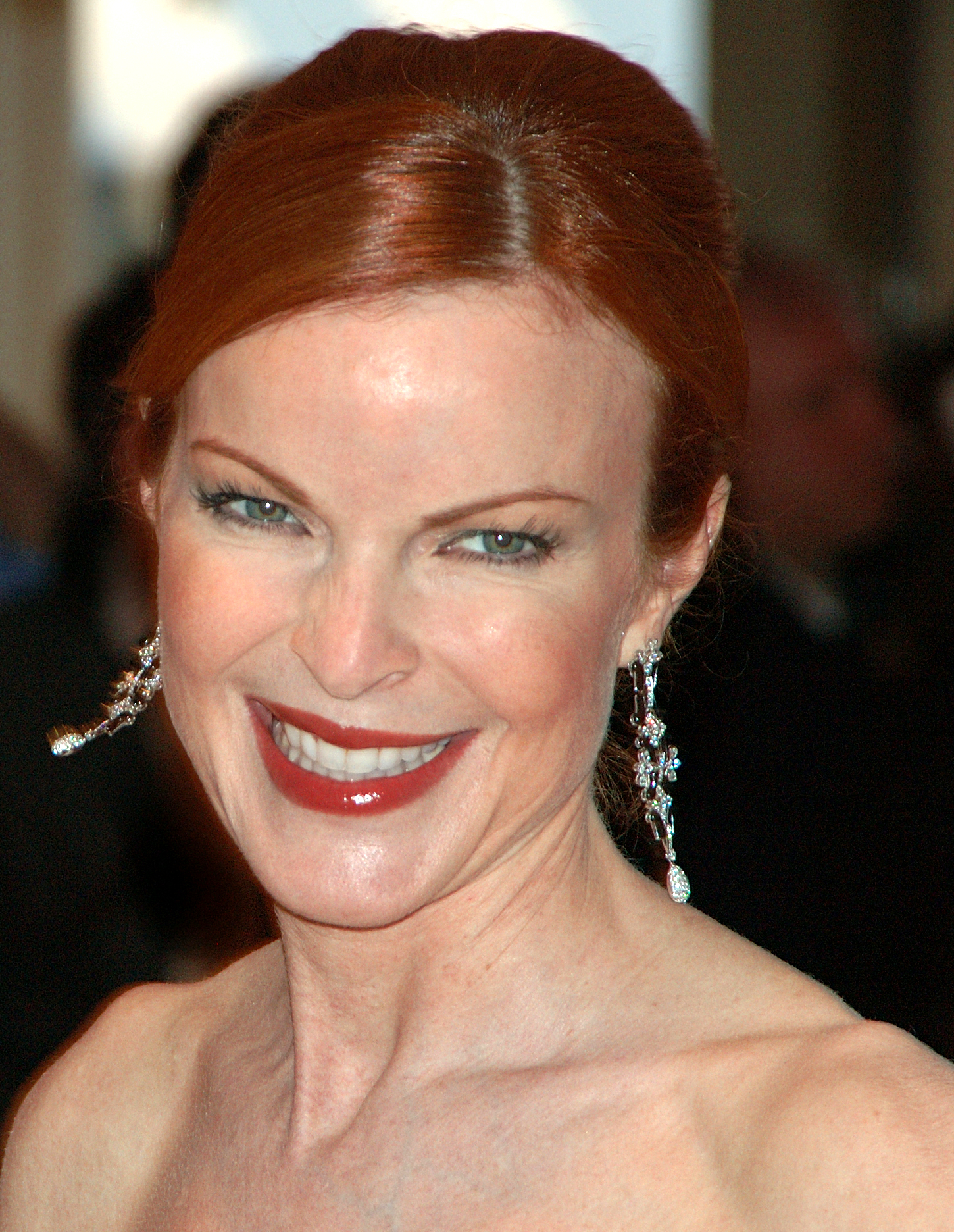
Marcia Cross, lors d'un dîner organisé par la Maison-Blanche, en 2008.

En 2005, elle décroche la vingt-huitième place des 40 célébrités de plus de 40 ans les plus sexy, selon le magazine VH1. Cette année-là, lors de la cérémonie des Emmy Awards, elle est nommée au titre de meilleure actrice mais elle se fait remarquer, grâce à sa robe haute couture, par les journalistes présents qui la déclarent "Most Beautiful Person" de la soirée.
L'ensemble de la distribution remporte le Screen Actors Guild Awards de la meilleure distribution dans une série télévisée, en 2005 et 2006.
En 2006, à cause de ses engagements sur la série, elle passe à côté du rôle-titre du film Inside Man : L'Homme de l'intérieur, finalement attribué à Jodie Foster. Cette même année, elle intègre le classement des 100 célébrités les plus belles du monde. Elle décroche également le Satellite Awards de la meilleure actrice dans une série comique et réalise un doublé, lors de la cérémonie des Gold Derby Awards, en étant élue Interprète de l'année et Meilleure actrice dans une série télévisée comique.
En 2007, pour la troisième année consécutive, l'actrice est citée pour le Golden Globe de la meilleure actrice dans une série télévisée musicale ou comique.

#### Confirmation télévisuelle

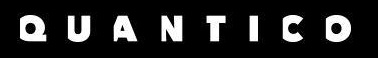
Logo de la série télévisée Quantico.

En 2011, plutôt rare au cinéma, elle choisit d'incarner l'un des rôles titres du premier film de l'actrice Famke Janssen, la comédie dramatique Bringing Up Bobby avec Milla Jovovich et Bill Pullman.
En 2012, l'année de l'arrêt de Desperate Housewives, après huit saisons, Marcia Cross déclare ne pas souhaiter reprendre immédiatement le chemin des plateaux de tournage, préférant marquer une courte pause pour passer du temps avec sa famille.
En 2013, la presse mondiale annonce le retour de l'actrice dans un rôle régulier pour une sitcom en préparation, Fatrick. Elle y jouera le rôle de la mère du personnage principal, Arlène, une nutritionniste pas vraiment fière de son fils en surpoids. Ce projet est finalement transformé en téléfilm et diffusé en 2014. 

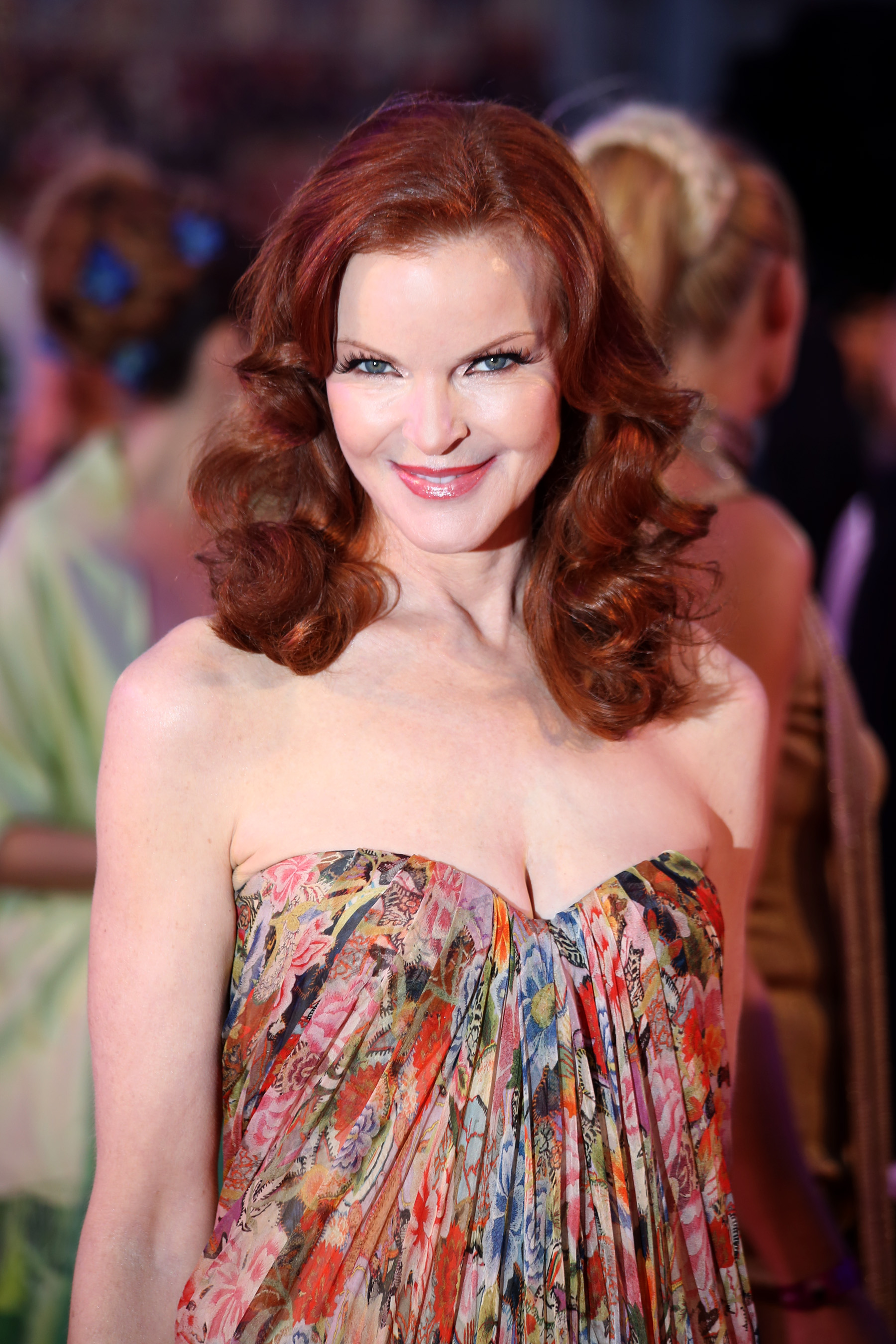
Marcia Cross, en 2014.

En 2015, Marcia Cross fait une apparition en tant que guest star le temps d'un épisode de la série New-York : unité spéciale dans le rôle de Charmaine Briggs, épouse d'un homme plus âgé qu'elle, dont elle est suspectée du meurtre.
Cette même année, elle fait officiellement son retour dans un rôle récurrent, en choisissant d'apparaître dans la série Quantico, dans le rôle de la sénatrice Claire Haas, devenue vice-présidente des États-Unis. Ce rôle a spécialement été écrit pour elle et lui permet de faire un retour télévisuel remarqué,.
En 2017, l'actrice boucle le tournage du drame Behind the Curtain of Night, un long métrage semi-autobiographique sur les deux expériences de mort imminente du réalisateur et scénariste Dalibor Stach. Marcia Cross joue le rôle de Dieu aux côtés de Brendan Fraser.
En 2019, elle décroche l'un des premiers rôles de la série dérivée de Jane the Virgin, produite par Gina Rodriguez, héroïne de la série mère, pour le réseau The CW Television Network. Intitulée Jane The Novela, cette série est conçue comme une anthologie et va proposer, chaque saison, dans l'esprit des telenovelas, une histoire adaptée de l'un des romans fictifs de Jane Villanueva. Si le projet dépasse le stade de pilote, l'actrice y incarnera une mère manipulatrice, Renata, qui gère un établissement viticole.
En mars 2023, l'actrice participe au Festival Séries Mania à Lille, en France. Elle participe à une conference organisée avec le public lillois qui revient sur sa carrière internationale. Pendant cet événement, Marcia Cross fait part de sa volonté de retrouver les studios pour intégrer une nouvelle série, bien qu'il soit compliqué pour les femmes de plus de 50 ans de retrouver un rôle, selon elle.

## Vie privée
En 1993, son compagnon, l'acteur Richard Jordan, meurt soudainement d'une tumeur au cerveau. Restée ensuite longtemps seule, elle dément à la télévision des rumeurs d'homosexualité.
Le 24 juin 2006, alors âgée de 44 ans, elle épouse Tom Mahoney, un courtier de 48 ans avec qui elle s'était fiancée en début d'année 2005. La cérémonie a lieu dans une église de San Gabriel, en Californie. Le 20 février 2007, à Los Angeles à l’aube de ses 45 ans, elle donne naissance à des jumelles, des filles, Eden et Savannah : heureux événement à l'origine du contentieux l'opposant au créateur de la série Desperate Housewives, Marc Cherry. Ce dernier jugeait la grossesse de la comédienne compromettante pour l'écriture des scénarios, la disponibilité sur les lieux de tournages est trop complexe pour le choix des axes, des angles de prises de vue et des focales pour la camoufler. Marcia Cross s'est engagée à ne plus tomber enceinte durant le temps du contrat l'unissant à la série.
En septembre 2018, elle révèle  avoir été atteinte d'un cancer et se trouver à presque huit mois post-traitement.

## Filmographie

### Cinéma

#### Longs métrages
- 1990 : Bad Influence de Curtis Hanson : Ruth Fielding
- 1996 : Female Perversions de Susan Streitfeld : Beth Stephens
- 1996 : Always Say Goodbye de Joshua Beckett : Anne Kidwell
- 2000 : Dancing in September de Reggie Rock Bythewood : Lydia Gleason
- 2009 : Just Peck de Michael A. Nickles : Cheryl Peck
- 2011 : Bringing Up Bobby de Famke Janssen : Mary
- 2017 : The Secret of Karma de Milan Friedrich : Dieu

#### Courts métrages
- 1996 : Ripple de Jonathan Segale : Ali
- 2003 : The Wind Effect de Paul Todisco : Molly
- 2016 : All the Way to the ocean de Doug Rowell : La narratrice

### Télévision

#### Séries télévisées
- 1984 : The Edge of Night : Liz Correll (saison 1, épisode 7420)
- 1986 : Tale from the Darkside : Marie Alcoot (saison 2, épisode 21)
- 1986 : Another World : Tanya (non communiqué)
- 1987-1988 : On ne vit qu'une fois: Katheryn Sanders (6 épisodes)
- 1988 : Almost Grown : Lesley Foley (saison 1, épisode 1)
- 1989 : It's Garry Shandling's Show : Christine (saison 3, épisode 11)
- 1989 : Cheers : Susan Howe (saison 7, épisode 21)
- 1989 : Madame est servie : Kelly (saison 6, épisode 2: " Tribulations familiales")
- 1989 : Booker : Sherrie Binford (saison 1, épisode 3)
- 1989 : Doctor Doctor : Lesley North (saison 2, épisode 4)
- 1990 : Code Quantum : Stephanie Heywood (saison 2, épisode 17)
- 1991-1992 : Côte Ouest : Victoria Broyelard (saison 13, 7 épisodes)
- 1991 : La loi est la loi : Marcy Terrel (saison 4, épisode 17)
- 1991 : Gabriel Bird : Lynn (saison 1, épisode 7)
- 1992 : Raven : Carla Dellatory (saison 2, épisode 6)
- 1992 : Arabesque : Marci Bowman (saison 8, épisode 16)
- 1992 : Herman's Head : Princesse Gillian (saison 1, épisode 24)
- 1992-1997 : Melrose Place : Kimberly Shaw (saison 1 à 5, 114 épisodes)
- 1995 : L'Homme à la Rolls : Leslie Dolan (saison 2, épisode 4)
- 1997 : Seinfeld : Dr. Sara Sitarides (saison 9, épisode 7)
- 1997 : Ned and Stacey : Diana Huntley (3 épisodes)
- 1999 : Les Anges du bonheur : Lauren (saison 6, épisode 8)
- 1999 : Incorrigible Cory : Rhiannon Lawrence (3 épisodes)
- 1999 : Au-delà du réel : L'aventure continue : Kate Woods (saison 5, épisode 13)
- 2000 : Profiler : Pamela Martin (saison 4, épisode 13)
- 2000 : Spin City : Joan Calvin (saison 5, épisode 1)
- 2000 : Ally McBeal : Myra Robbins (saison 4, épisode 2)
- 2001 : La Vie avant tout : Linda Loren (saison 2, épisode 7)
- 2001 : Les Experts : Julia Fairmont (saison 2, épisode 11)
- 2002-2003 : Un gars du Queens : Debi (saison 5, épisodes 2 et 16)
- 2003-2004 : Everwood : Dr Linda Abbott (saison 2, 18 épisodes)
- 2004-2012 : Desperate Housewives : Bree Van de Kamp (173 épisodes)
- 2015 : New York, unité spéciale : Charmaine Briggs (saison 16, épisode 16)
- 2015-2017 : Quantico : sénatrice, puis vice-présidente, puis présidente Claire Haas (rôle récurrent - 15 épisodes)
- 2018 : Youth & Consequences : Principal Cowher (rôle récurrent - 4 épisodes)
- 2019 : This Close : Blythe (saison 2, épisode 2)
- 2019 : Soundtrack : La mère de Gigi (saison 1, épisode 8)
- 2020 : Jane the Novela : Renata (rôle principal - pilote en préproduction pour The CW Television Network)
- 2021 : You : Jean Peck (saison 3, épisodes 6 et 9)

#### Téléfilms
- 1985 : Brass de Corey Allen : Victoria Willis
- 1986 : George Washington 2 : The forging of a Nation de Buzz Kulik : Anne Bingham
- 1986 : The Last Days of Franck and Jesse James de William A. Graham: Sarah Hite
- 1986 : Pros & Cons de Stuart Margolin : Lynn Erskine
- 1989 : Just Temporary de Kim Friedman : Amy
- 1990 : Storm and Sorrow de Richard A. Colla : Marty Hoy
- 1994 : MANTIS de Sam Raimi : Lila McEwan
- 1996 : Le Droit d'être mère (All She Ever Wanted) de Michael Scott : Rachel Stockman
- 1998 : Objectif Terre: L'invasion est commencée (Target Earth) de Peter Markle : Karen Mackaphe
- 2001 : Le Doute en plein cœur de Martin Kitrosser : Rebecca Hausman
- 2002 : Eastwick de Michael M. Robin : Jane Spofford
- 2014 : Fatrick de Nat Faxon et Jim Rash : Arlene

#### Jeux vidéo
- 1993 : X-Men : Jean Grey (voix)
- 1995 : X-Men 2: Clone Wars : Jean Grey (voix)

## Distinctions
Sauf indication contraire ou complémentaire, les informations mentionnées dans cette section proviennent de la base de données IMDb.

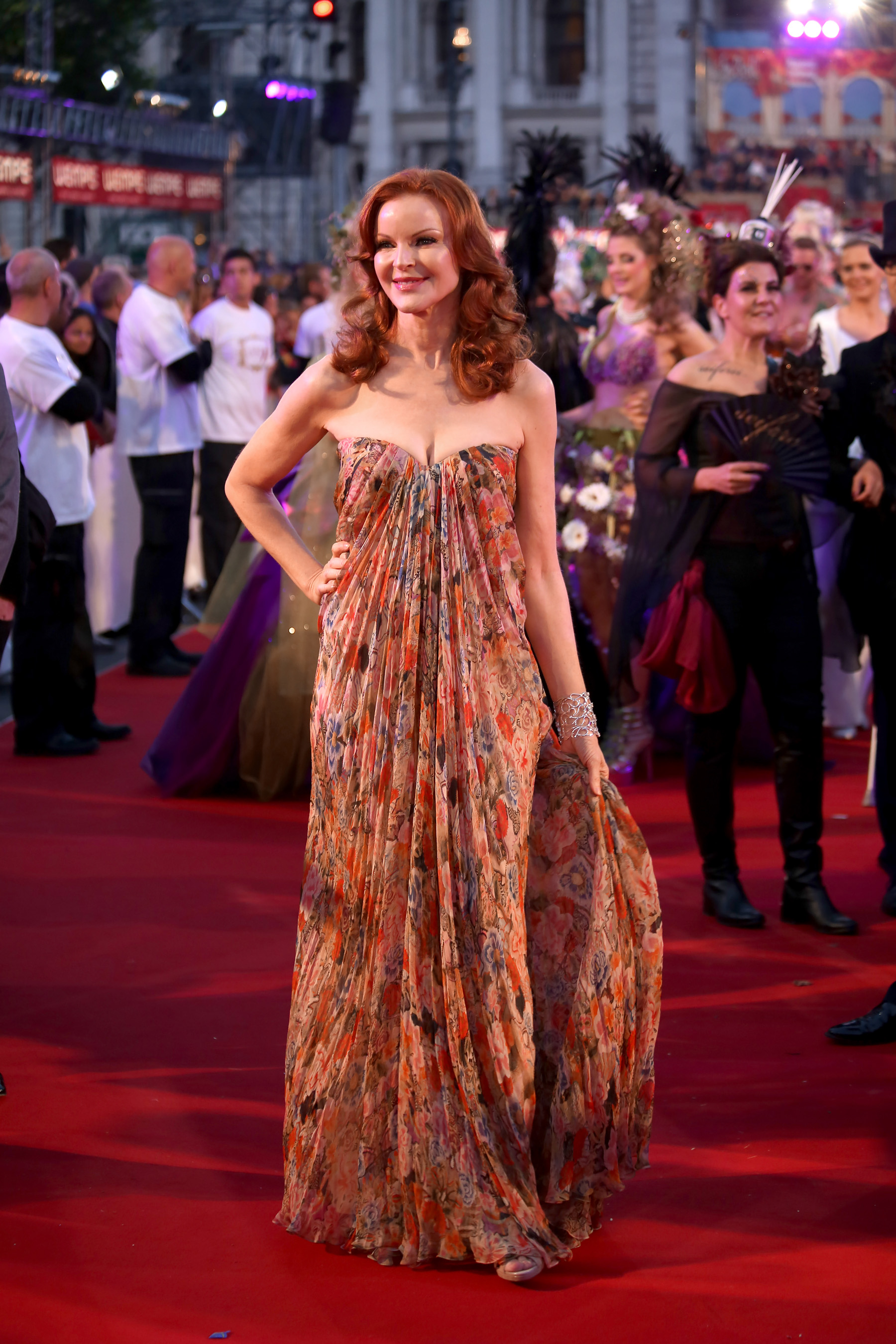
Marcia Cross, lors du Life Ball Show 2014.

### Récompenses
- 2004 : Online Film & Television Association Awards de la meilleure actrice dans une série télévisée comique pour Desperate Housewives
- Screen Actors Guild Awards 2005 : Meilleure distribution pour une série comique pour Desperate Housewives partagée avec Andrea Bowen, Ricardo Chavira, Steven Culp, James Denton, Teri Hatcher, Felicity Huffman, Cody Kasch, Eva Longoria, Jesse Metcalfe, Mark Moses, Nicollette Sheridan et Brenda Strong
- Gold Derby Awards 2006 : 
  - Meilleure actrice dans une série télévisée comique pour Desperate Housewives
  - Interprète de l'année dans une série télévisée comique pour Desperate Housewives
- Satellite Awards 2006 : Meilleure actrice dans une série télévisée musicale ou comique
- Screen Actors Guild Awards 2006 : Meilleure distribution pour une série comique pour Desperate Housewives

### Nominations
- Gold Derby Awards 2005 : 
  - Meilleure actrice pour Desperate Housewives
  - Meilleure distribution pour Desperate Housewives
- Golden Globes 2005 : Meilleure actrice dans une série musicale ou comique pour Desperate Housewives
- 2005 : Online Film & Television Association Awards de la meilleure actrice dans une série télévisée comique pour Desperate Housewives
- Primetime Emmy Awards 2005 : Meilleure actrice dans une série télévisée comique pour Desperate Housewives
- 2005 : Prism Awards de la meilleure actrice pour Desperate Housewives
- Satellite Awards 2005 : Meilleure actrice dans une série télévisée musicale ou comique pour Desperate Housewives
- 2005 : Television Critics Association Awards de la meilleure actrice pour Desperate Housewives
- 2005 : Women's Image Network Awards de la meilleure actrice pour Desperate Housewives
- Golden Globes 2006 : Meilleure actrice dans une série musicale ou comique pour Desperate Housewives
- 2006 : Gold Derby Awards de la meilleure distribution de l'année pour Desperate Housewives partagée avec Andrea Bowen, Mehcad Brooks, Richard Burgi, Ricardo Chavira, James Denton, Harriet Sansom Harris, Teri Hatcher, Zane Huett, Felicity Huffman, Cody Kasch, Brent Kinsman, Shane Kinsman, Joy Jorgensen, Eva Longoria, Mark Moses, Shawn Pyfrom, Doug Savant, Nicollette Sheridan, Brenda Strong et Alfre Woodard
- 2006 : Online Film & Television Association Awards de la meilleure actrice dans une série télévisée comique pour Desperate Housewives
- Golden Globes 2007 : Meilleure actrice dans une série musicale ou comique pour Desperate Housewives
- 2007 : Prism Awards de la meilleure actrice dans une série télévisée comique pour Desperate Housewives
- Screen Actors Guild Awards 2007 : Meilleure distribution pour une série comique pour Desperate Housewives
- 2008 : Gold Derby Awards de la meilleure actrice dans une série télévisée comique pour Desperate Housewives
- Screen Actors Guild Awards 2008 : Meilleure distribution pour une série comique pour Desperate Housewives
- 2009 : Prism Awards de la meilleure actrice dans une série télévisée comique pour Desperate Housewives
- Screen Actors Guild Awards 2009 : Meilleure distribution pour une série comique pour Desperate Housewives
- 2012 : Gold Derby Awards de la meilleure actrice dans une série télévisée comique pour Desperate Housewives
- 2012 : Prism Awards de la meilleure actrice pour Desperate Housewives

## Voix francophones
En France, Blanche Ravalec est la voix régulière de Marcia Cross, qu'elle double dans la quasi-intégralité de ses rôles depuis Melrose Place.